# Savigné-sous-le-Lude
 Savigné-sous-le-Lude  es una población y comuna francesa, situada en la región de Países del Loira, departamento de Sarthe, en el distrito de La Flèche y cantón de Le Lude.

## Demografía
| 616 | 555 | 493 | 453 | 439 | 470 |
| Para los censos de 1962 a 1999 la población legal corresponde a la población sin duplicidades (Fuente: INSEE [Consultar]) |     |     |     |     |     |